# WRESTLE-1 GRAND PRIX
WRESTLE-1 GRAND PRIX（レッスル-ワン・グランプリ）は、WRESTLE-1主催によるシングルトーナメント戦。

## 2015年
優勝
征矢学
準優勝
近藤修司
参加選手
KAZMA SAKAMOTO、ジェイ・フレディー、AKIRA、カズ・ハヤシ、大和ヒロシ、近藤修司、MAZADA、村瀬広樹、田中稔、アンディ・ウー、KAI、中之上靖文、黒潮"イケメン"二郎、河野真幸、土肥孝司、TAJIRI、征矢学、熊ゴロー、浜亮太、芦野祥太郎、NOSAWA論外（21名）

## 2016年
優勝
征矢学
準優勝
火野裕士
参加選手
征矢学、KAZMA SAKAMOTO、村瀬広樹、芦野祥太郎、稲葉大樹、黒潮"イケメン"二郎、土肥孝司、AKIRA、火野裕士、浜亮太、中之上靖文、熊ゴロー、カズ・ハヤシ、田中稔、河野真幸、吉岡世起（16名）

## 2017年
優勝
黒潮"イケメン"二郎
準優勝
河野真幸
参加選手
近藤修司、河野真幸、征矢学、稲葉大樹、黒潮"イケメン"二郎、熊ゴロー、土肥孝司、伊藤貴則（8名）

## 2018年
優勝
芦野祥太郎
準優勝
土肥孝司
参加選手
カズ・ハヤシ、近藤修司、河野真幸、土肥孝司、黒潮"イケメン"二郎、芦野祥太郎、伊藤貴則、羆嵐（8名）

## 2019年
優勝
稲葉大樹
準優勝
芦野祥太郎
参加選手
河野真幸、征矢学、稲葉大樹、土肥孝司、芦野祥太郎、羆嵐、ペガソ・イルミナル、立花誠吾（8名）